# Karl von Watter
Karl Ferdinand Friedrich Georg Freiherr von Watter (* 20. Dezember 1833 in Ludwigsburg; † 9. März 1901 in Stuttgart) war ein württembergischer Generalleutnant.

## Leben

### Herkunft
Karl war der älteste Sohn des gleichnamigen württembergischen Hauptmanns Karl von Watter (1805–1849) und dessen erster Ehefrau Marie, geborene von Eisendecher.

### Militärkarriere
Watter begann seine Militärlaufbahn 1850 als Regimentsoffizierszögling in der Württembergischen Armee. Den Krieg gegen Preußen machte er 1866 als Hauptmann mit, später wurde er zum Stabshauptmann in der 3. Abteilung des Artillerie-Regiments ernannt. Im Deutsch-Französischen Krieg 1870/71 war er Chef der 7. Batterie und erhielt für sein Wirken das Eiserne Kreuz II. Klasse. Anschließend wurde Watter Chef der 5. (leichten) Batterie, avancierte 1873 zum Major und wurde Abteilungskommandeur. Am 21. Mai 1884 erfolgte seine Ernennung zum Kommandeur des 2. Feldartillerie-Regimentes Nr. 29 und in dieser Eigenschaft wurde er am 1. Mai 1885 zum Oberst befördert. Unter Stellung à la suite seines Regiments wurde Watter am 24. August 1888 als Kommandeur der 3. Feldartillerie-Brigade nach Preußen kommandiert und am 17. September mit Patent vom 19. September 1888 zum Generalmajor befördert. Mit der Enthebung von diesem Kommando wurde er am 13. November 1890 in Genehmigung seines Abschiedsgesuches als Generalleutnant mit Pension zur Disposition gestellt. Anlässlich seiner Verabschiedung erhielt Watter das Komturkreuz des Ordens der Württembergischen Krone sowie die Erlaubnis zur Annahme des Kronen-Ordens II. Klasse mit Stern.

### Familie
Watter hatte sich am 13. September 1860 in Schwäbisch Gmünd mit der Fabrikantentochter Emma Deyhle (1838–1863) verheiratet. Nach ihrem frühen Tod heiratete er deren Schwester Marie (* 1837). Aus den Ehen gingen fünf Kinder hervor, darunter der Generalleutnant Oskar von Watter (1861–1939) sowie der Generalmajor Kurt von Watter (1866–1937).